# Deutsch-dominikanische Beziehungen
Die Deutsch-dominikanischen Beziehungen sind das zwischenstaatliche Verhältnis zwischen Deutschland und der Dominikanischen Republik. Das Auswärtige Amt bezeichnet die gegenseitigen Beziehungen als „vielfältig und eng“.

## Geschichte
Kontakte zwischen dem deutschen Sprachraum und der Insel Hispaniola (deren Osthälfte die Dominikanische Republik bildet) lassen sich auf die Zeit unmittelbar nach der europäischen Entdeckung Amerikas zurückverfolgen. 1526 eröffnete der aus Nürnberg stammende Bartolomé Flores im Auftrag von Lazarus Nürnberger eine Handelsniederlassung in Santo Domingo, wo er in der Karibik mit Zucker, Edelsteinen und Sklaven handelte, bevor er sich später den Konquistadoren in Chile und Peru anschloss.
Im frühen 19. Jahrhundert begannen die hanseatischen Stadtrepubliken im Handel mit dominikanischen Tabak tätig zu werden und etablierten diplomatische Repräsentationen, die später vom Deutschen Reich übernommen wurden. Während des Ersten Weltkriegs trugen US-amerikanische Sorgen über den wirtschaftlichen Einfluss Deutschlands 1916 zur Besetzung der Dominikanischen Republik bei. Deutsches Eigentum wurde in der Folgezeit beschlagnahmt und die diplomatischen Beziehungen unterbrochen.
Der dominikanische Diktator Rafael Trujillo galt als ein Bewunderer von Adolf Hitler und 1937 wurde unter seiner Ägide das Deutsch-Dominikanische Tropenforschungsinstitut gegründet. Auf der Konferenz von Évian zum Asylrecht verfolgter europäischer Juden erklärte sich Trujillo bereit, 100.000 deutsche Juden aufzunehmen, wobei es ihm hauptsächlich um eine „Aufhellung“ der Bevölkerung ging. Die Juden sollten die 20.000 Haitianer ersetzen, die er zuvor hatte ermorden lassen. Schließlich nahm die Dominikanische Republik gegen Bezahlung knapp 800 hauptsächlich deutsche Juden auf, die im Ort Sosúa unterkamen, in den meisten Fällen aber nicht langfristig im Land blieben. Zu den Emigranten in Sosúa zählten der Journalist Peter Fürst, Hilde Domin und ihr Mann Erwin Walter Palm.
Nach dem Ende des Krieges nahmen die Dominikanische Republik und die Bundesrepublik Deutschland im September 1953 diplomatische Beziehungen auf. Zur DDR etabliert die Dominikanische Regierung dagegen nie diplomatische Kontakte. 1957 unterzeichnen beide Seiten einen bilateralen Freundschafts-, Handels- und Schifffahrtsvertrag. 1960 wurde Wilhelm Helmuth van Almsick der erste bundesdeutsche Botschafter in Santo Domingo. Die Beziehungen haben sich seitdem positiv entwickelt, was in der Einrichtung einer deutsch-dominikanische Handelskammer 1994 und steigenden Touristenzahlen aus Deutschland auf der Insel zum Ausdruck kam.

## Wirtschaftsbeziehungen
2024 lagen die deutschen Warenexporte in die Dominikanische Republik bei 436 Millionen Euro und die Importe aus dem Land bei 288 Millionen Euro. In der Rangliste der deutschen Handelspartner nahm die Dominikanische Republik damit Rang 96 ein. Unter allen Ländern in der Karibik ist die Dominikanische Republik damit der wichtigste Handelspartner für Deutschland. Deutschland exportiert vorwiegend Autos und Autoteile, Maschinen sowie chemische Produkte und importiert im Gegenzug hauptsächlich Nahrungsmittel (Bananen, Kakao und Kaffee). Knapp 90 deutsche Unternehmen sind im Land tätig. Zahlreiche deutsche Touristen besuchen die Dominikanische Republik. 2017 waren es ca. 230.000 und 2019 knapp 180.000.
Neben den Vereinigten Staaten, Kanada und Spanien zählt Deutschland zu den wichtigsten Geberländern in der Entwicklungshilfe. Zu den Schwerpunkten deutscher Entwicklungshilfe gehören Klimaschutz, die Förderung erneuerbarer Energien, die nachhaltige Nutzung von Ressourcen und der Schutz der lokalen Biodiversität.

## Kulturbeziehungen
Eine deutsch-dominikanische Kulturgesellschaft (Centro Domínico-Alemán) hat sich 2001 in der Altstadt von Santo Domingo angesiedelt.

## Migration
2021 lebten knapp 11.000 Dominikaner in Deutschland. Die Zahl der Deutschen in der Dominikanischen Republik wird auf knapp 7.000 geschätzt, die hauptsächlich in der Hauptstadt und an der Nordküste leben.

## Diplomatische Standorte
- Deutschland hat eine Botschaft in Santo Domingo.
- Die Dominikanische Republik hat eine Botschaft in Berlin.

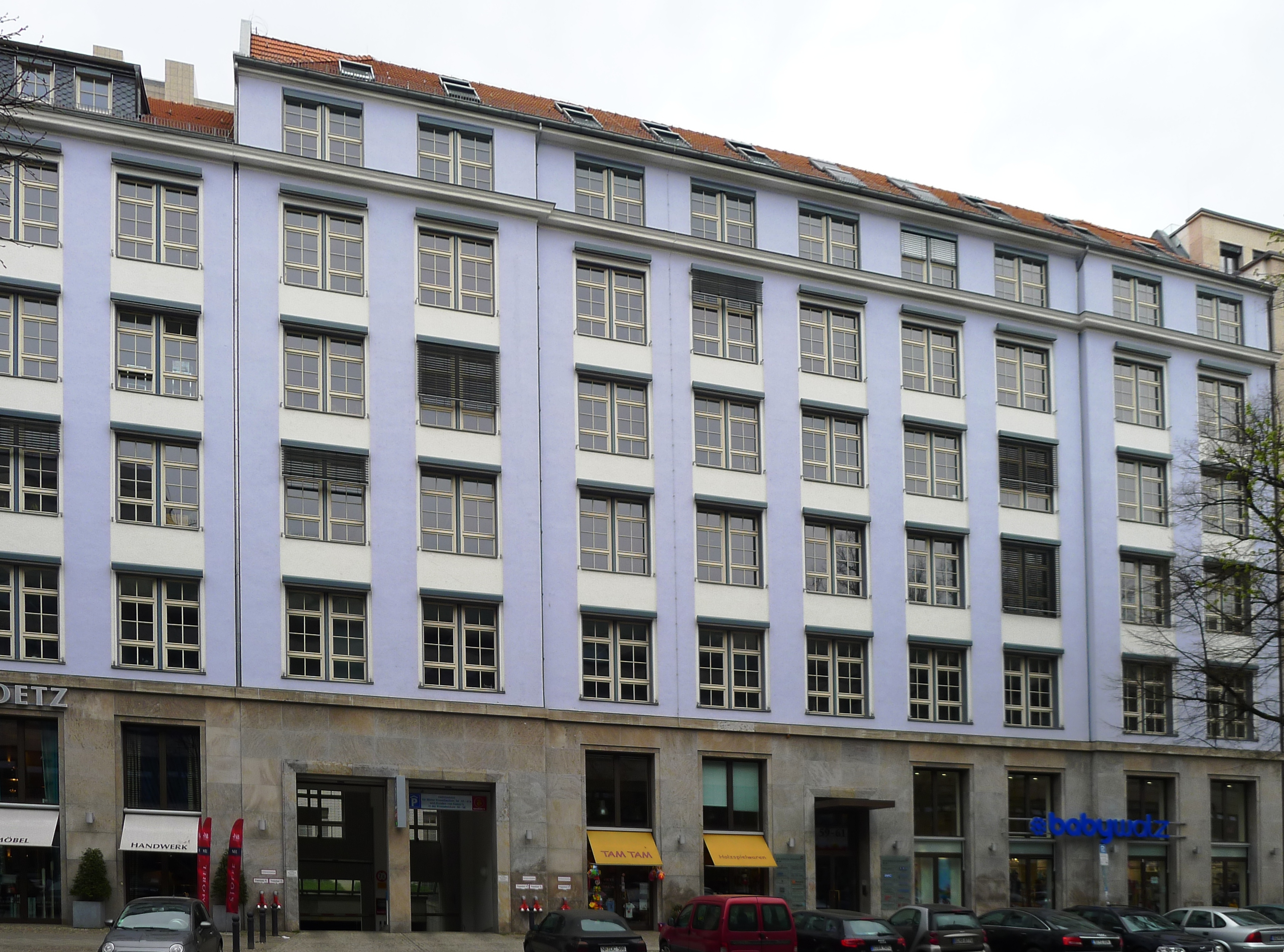
Botschaft der Dominikanischen Republik in Berlin